# Kodara (Péni)
Pour les articles homonymes, voir Kodara.
Kodara, parfois appelé Kodala, est une commune rurale située dans le département de Péni de la province du Houet dans la région des Hauts-Bassins au Burkina Faso.

## Éducation et santé
Le centre de soins le plus proche de Kodara est le centre de santé et de promotion sociale (CSPS) de Matourkou.